# 1362
1362 (MCCCLXII) fue un año común comenzado en sábado del calendario juliano, en vigor en aquella fecha.

## Acontecimientos
- En Europa sobreviene una nueva oleada de peste, llamada mortaldat des infants (‘mortandad de los niños’).
- En Roma, Urbano V sucede a Inocencio VI como papa.
- 15, 16 y 17 de enero: los Países Bajos, Inglaterra y el norte de Alemania son arrasados por la tormenta Grote Mandrenke (‘gran ahogamiento de hombres’) o «segunda inundación del Día de San Marcelo», que causa entre 40 000 y 100 000 muertes.
- En Islandia erupciona el volcán Öræfajökull, destruyendo el distrito de Litlahérað por inundación (deshielo de las nieves) y por caída de tefra.
- Batalla de Guadix, en la que las tropas del reino de Castilla y León fueron derrotadas por las del reino nazarí de Granada.

## Fallecimientos
- Garcí Fernández Manrique II, señor del Castillo de Agüero.
- Martín Jiménez de Argote, obispo de Córdoba.